# NRK1
NRK1 er en af NRKs tv-kanaler, og Norges største og ældste tv-kanal. Prøvesendingerne startet 12. januar 1954, og de første regulære sendinger 20. august 1960. NRK1 har en daglig seerandel på 40 % (2006) [kilde mangler].

## Programmer

### Nuværende programmer
Dette er programmer som bliver vist på NRK1:
| - Dagsrevyen (fra 2007 samsending med NRK2) - Dagsrevyen 21 - Kveldsnytt - Ut i naturen - Newton - Schrödingers katt - Stå opp! - Klar - ferdig - gå! - Forbrukerinspektørene - Puls | - Niern - Barne-TV - Nattkino - Grosvold - Løvebakken - Nytt på Nytt - Beat for beat - Norge Rundt - Detektimen - Faktor - Oddasat - Kulturnytt |

 Dette afsnit eller denne liste er kun påbegyndt. Hvis du ved mere om emnet, kan du hjælpe Wikipedia ved at tilføje mere.

### Tidligere programmer
Dette er programmer som tidligere har været vist på NRK1:
| - Vestavind - Morgennytt - Pysjpopbaluba - Lyden av lørdag | - Kykkelikokos - Etter skoletid - Først & sist - Offshore - Frokost-TV |

 Dette afsnit eller denne liste er kun påbegyndt. Hvis du ved mere om emnet, kan du hjælpe Wikipedia ved at tilføje mere.

Indtil 1996 var kanalen bare kendt som NRK.